# Темури Кецбая
Темури Кецбая (на грузински: თემურ ქეცბაია) е бивш грузински футболист, полузащитник, и настоящ треньор.

## Кариера

### Футболист
Започва кариерата си в местния Динамо Тбилиси, за когото играе от 1987 г. до 1992 г. След това преминава в кипърския Анортозис, с когото записва 76 мача и 36 гола. По-късно е продаден на АЕК Атина. Там остава до 1997 г., след което напуска като свободен агент. През лятото на същата година е привлечен в английския Нюкасъл. Тогава, в мач срещу Динамо Загреб, вкарва победния гол в добавеното време и Нюкасъл се класира за Шампионска лига за пръв път. След като напуска клуба през 2000 г., играе в следващите две години за Улвърхамптън и Дънди. След това се завръща в Анортозис, където прекратява кариерата си на 30 юни 2007 г.

### Треньор
До 2009 г. води Анортозис, но на 28 септември 2008 г. заявява интереса си към свободната позиция на треньор в Нюкасъл. На 25 май 2009 г. е назначен за треньор на Олимпиакос, с 3-годишен договор на мястото на Ернесто Валверде. На 15 септември същата година обаче, двете страни се разделят, след като феновете са против Кецбая, въпреки че отборът не е допускал гол по негово време. През ноември 2009 г. той става треньор на националния отбор на Грузия. През януари 2015 г. името му отново се свързва с овакантения пост на Нюкасъл. На 28 август 2015 г. подписва с АПОЕЛ за 2 години, след като Домингош Пасиенсия е уволнен.

## Статистика като треньор
Последна актуализация: 17 октомври 2016

| Отбор      | От             | До               | Постижения | Постижения | Постижения | Постижения | Постижения | Постижения | Постижения | Постижения |
| Отбор      | От             | До               | М          | П          | Р          | З          | ВГ         | ДГ         | +/-        | Победи %   |
| ---------- | -------------- | ---------------- | ---------- | ---------- | ---------- | ---------- | ---------- | ---------- | ---------- | ---------- |
| Анортозис  | юли 2004       | май 2009         | 143        | 83         | 34         | 26         | 241        | 127        | +114       | 7.26%      |
| Олимпиакос | май 2009       | септември 2009   | 6          | 5          | 1          | 0          | 9          | 0          | +9         | 83.33%     |
| Грузия     | ноември 2009   | ноември 2014     | 40         | 13         | 9          | 18         | 32         | 43         | –11        | 32.5%      |
| АПОЕЛ      | 30 август 2015 | 21 април 2016    | 43         | 27         | 7          | 9          | 93         | 40         | +53        | 72.73%     |
| АЕК Атина  | 6 юни 2016     | 18 октомври 2016 | 7          | 3          | 2          | 2          | 8          | 6          | +2         | 42.86%     |
| Общо       | Общо           | Общо             | 239        | 131        | 53         | 55         | 383        | 216        | +167       | 54.81%     |